# Từ Thiếu Hoa
Từ Thiếu Hoa (giản thể: 徐少华; phồn thể: 徐少華; bính âm: Xú Shàohuá, tiếng Anh: Xu ShaoHua, sinh tháng 12 năm 1958) tại Tây Hải Ngạn, Thanh Đảo, Sơn Đông), là một diễn viên người Trung Quốc. Từ Thiếu Hoa thuộc lớp thế hệ diễn viên gạo cội của Trung Quốc. Ông có hai bằng đại học. Năm 1982, Từ Thiếu Hoa cùng Ngụy Tuệ Lệ (người sau này đóng vai Cao Thúy Lan trong phim Tây Du Ký) đóng vai chính trong bộ phim "Tinh biến". Ông là người đóng vai Đường Tăng thứ hai của phim Tây Du Ký, sau Uông Việt (汪粤).

## Trong Tây du ký
Trong Tây Du Ký phần một, ông đóng vai Đường Tăng trong các tập 4, 5, 7, 8, 11, 12, 14, 15, 16. Đường Tăng trong Tây Du ký là một nhân vật khá mềm yếu, khi quay bộ phim, đoàn làm phim đã cân nhắc giữa việc tôn trọng nguyên tác hay tôn trọng lịch sử, vì theo lịch sử hẳn Đường Tăng phải là người thông tuệ hơn người. Nếu tạo dựng hình tượng nhân vật theo lịch sử thì Đường Tăng phải là một người kiên cường, cứng rắn. Sau này, đội ngũ làm phim đã quyết định tôn trọng nguyên tác và thế là Đường Tăng phiên bản Từ Thiếu Hoa ra đời, đây cũng là hình tượng Đường Tăng quen thuộc trong con mắt của khán giả. Vai diễn Đường Tăng của ông được rất nhiều người yêu thích. Ngoài ra ông còn đóng vai Trần Quang Nhụy - cha của Trần Huyền Trang (Đường Tăng) ở tập 4 và vai Long Vương ở tập 14 "Đại chiến Hồng hài nhi" của phim. Năm 1998 ông tham gia đóng trong Tây Du Ký phần hai, vai Đường Tăng từ tập 1 đến giữa tập 9, các tập còn lại do Trì Trọng Thụy đóng.

## Sau Tây du ký
Sau này, Từ Thiếu Hoa tiếp tục diễn vai chính trong bộ phim truyền hình "Đường Huyền Trang". Bộ phim này được xây dựng dựa trên lịch sử, nhân vật Đường Tăng trong phim khá mạnh mẽ, quyết đoán. Ông còn tham gia đóng nhiều phim khác, trong đó có phim Tam quốc diễn nghĩa (vào vai Trương Liêu đầu tiên trong số ba diễn viên đóng vai này). Hiện nay, Từ Thiếu Hoa là Phó Viện trưởng Viện Kịch nói tỉnh Sơn Đông, Phó Chủ tịch Hiệp hội Kịch sân khấu tỉnh Sơn Đông. Ông dốc toàn tâm lực theo đuổi công việc viết kịch bản sân khấu và kịch nói.
Từ Thiếu Hoa có vợ cũng là một nghệ sĩ có tên tuổi có tên Dương Côn (杨琨), và một con gái tên Từ Lộ (徐露), sinh năm 1987.